# Dove le canzoni si avverano
Dove le canzoni si avverano è il tredicesimo album dei Matia Bazar, pubblicato dalla DDD su 33 giri e CD (catalogo 432 1 13560 2) nell'aprile 1993.
| Recensione          | Giudizio        |
| ------------------- | --------------- |
| Corriere della Sera | disco piacevole |

## Descrizione
È l'ultimo album con Carlo Marrale.

### Piccoli giganti
Versione internazionale dell'album in formato CD, pubblicata in Germania dall'etichetta ZYX Music (catalogo 20347-2) nel 1995. Questa edizione inserisce come prima traccia, proprio il titolo presentato al Festival di Sanremo 1992 e, come aggiuntive, la cover di Con il nastro rosa e l'inedito "dance remix" di Piccoli giganti.

## I brani
- Dedicato a te
Presentato dal gruppo al Festival di Sanremo 1993, ottiene il quarto posto.
- Svegli nella notte
Brano con cui il gruppo partecipa al Festivalbar 1993 e alla seconda edizione del Canzoniere dell'estate, un varietà televisivo con gara canora, organizzato e trasmesso da RAI 1 in 5 puntate tra il 20 giugno e il 10 luglio 1993[5].
- L'amore non finisce mai
È una delle 16 canzoni che partecipano alla prima delle due edizioni del Festival Italiano, manifestazione musicale organizzata e trasmessa in diretta da Canale 5 dal 27 al 29 ottobre 1993.
L'evento registra l'ultima partecipazione col gruppo del membro fondatore Carlo Marrale, che, dopo 18 anni, lascia definitivamente i Matia Bazar per dedicarsi alla carriera da solista.
- Con il nastro rosa
Presente solo nell'edizione internazionale del CD, il brano proviene dall'antologia tributo a Lucio Battisti intitolata Innocenti evasioni pubblicata dalla WEA nel 1993 (catalogo 4509 94586 2), che contiene 12 canzoni di Lucio interpretate da diversi artisti italiani; fra questi due soli gruppi: Litfiba e Matia Bazar[6]. Brano inciso dal gruppo come quartetto, senza Carlo Marrale.

## Tracce
Lato A
1. Dedicato a te – 4:27 (testo: Aldo Stellita – musica: Maurizio Bassi, Lavalente, Sergio Cossu)
2. Chi vuol esser lieto sia – 4:25 (testo: Giancarlo Golzi, Aldo Stellita – musica: Sergio Cossu, Carlo Marrale)
3. Tra i pini di mare – 4:12 (testo: Aldo Stellita – musica: Lavalente, Carlo Marrale)
4. Soldi soldissimi – 4:09 (testo: Aldo Stellita – musica: Lavalente)

Lato B
1. Dove le canzoni si avverano – 4:10 (testo: Aldo Stellita – musica: Lavalente, Sergio Cossu)
2. Svegli nella notte – 5:05 (testo: Aldo Stellita – musica: Maurizio Bassi, Sergio Cossu, Carlo Marrale)
3. L'amore non finisce mai – 3:46 (testo: Aldo Stellita – musica: Lavalente)
4. Cercheremo (più di così così) – 4:03 (testo: Giancarlo Golzi, Aldo Stellita – musica: Lavalente, Carlo Marrale)

### Piccoli giganti
CD 1995 (Germania, ZYX 20347-2)
1. Piccoli giganti – 4:09 (testo: Aldo Stellita – musica: Lavalente, Sergio Cossu, Carlo Marrale) – 1992

- Lato A
- Lato B

1. Con il nastro rosa – 5:28 (testo: Mogol – musica: Lucio Battisti) – 1993
2. Piccoli giganti (dance remix) – 5:12 (testo: Aldo Stellita – musica: Lavalente, Sergio Cossu, Carlo Marrale) – Inedito

Durata totale: 49:06

## Formazione
Gruppo
- Laura Valente (con lo pseudonimo Lavalente) - voce, tastiere, chitarra acustica
- Sergio Cossu - tastiere, pianoforte
- Carlo Marrale - chitarre, voce
- Aldo Stellita - basso
- Giancarlo Golzi - batteria, percussioni

Altri musicisti
- Maurizio Bassi - chitarra, tastiera
- Paolo Costa - basso
- Lele Melotti - batteria
- Giorgio Cocilovo - chitarra elettrica, chitarra acustica
- Giorgio Ioan - basso
- Gaetano Leandro - programmazione, sintetizzatore, organo Hammond B3